# Svazek obcí Větrník
Svazek obcí Větrník je svazek obcí v okresu Vyškov, jeho sídlem jsou Rostěnice-Zvonovice a jeho cílem je regionální rozvoj obecně. Sdružuje celkem 7 obcí a byl založen v roce 2000.

## Obce sdružené v mikroregionu
- Bohdalice-Pavlovice
- Dražovice
- Hlubočany
- Kučerov
- Lysovice
- Tučapy
- Rostěnice-Zvonovice